# Hévízgyörk
Hévízgyörk é um município da Hungria, situado no condado de Peste. Tem 22,85 km² de área e sua população em 2015 foi estimada em 3.036 habitantes.